# Warten

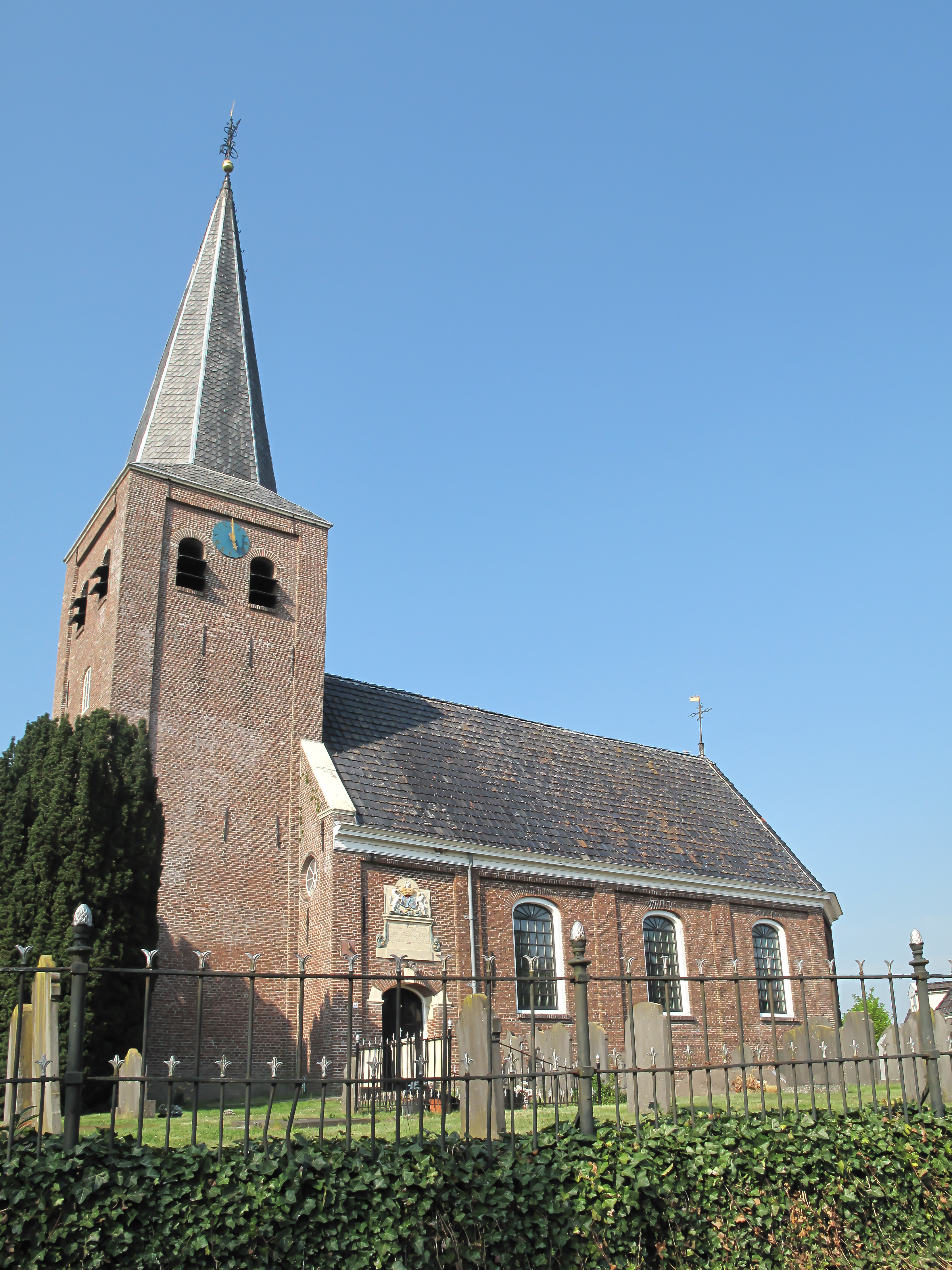
L'église protestante de Warten

Warten (en néerlandais : Wartena) est un village de la commune néerlandaise de Leeuwarden, dans la province de Frise.

## Géographie
Le village est situé à 8 km au sud-est de la ville de Leeuwarden.

## Histoire
Warten fait partie de la commune d'Idaarderadeel avant 1984, puis de Boarnsterhim avant le 1er janvier 2014, où celle-ci est supprimée. Depuis cette date Reduzum appartient à Leeuwarden.

## Démographie
Le 1er janvier 2018, le village comptait 905 habitants.